# Esaias Boursse

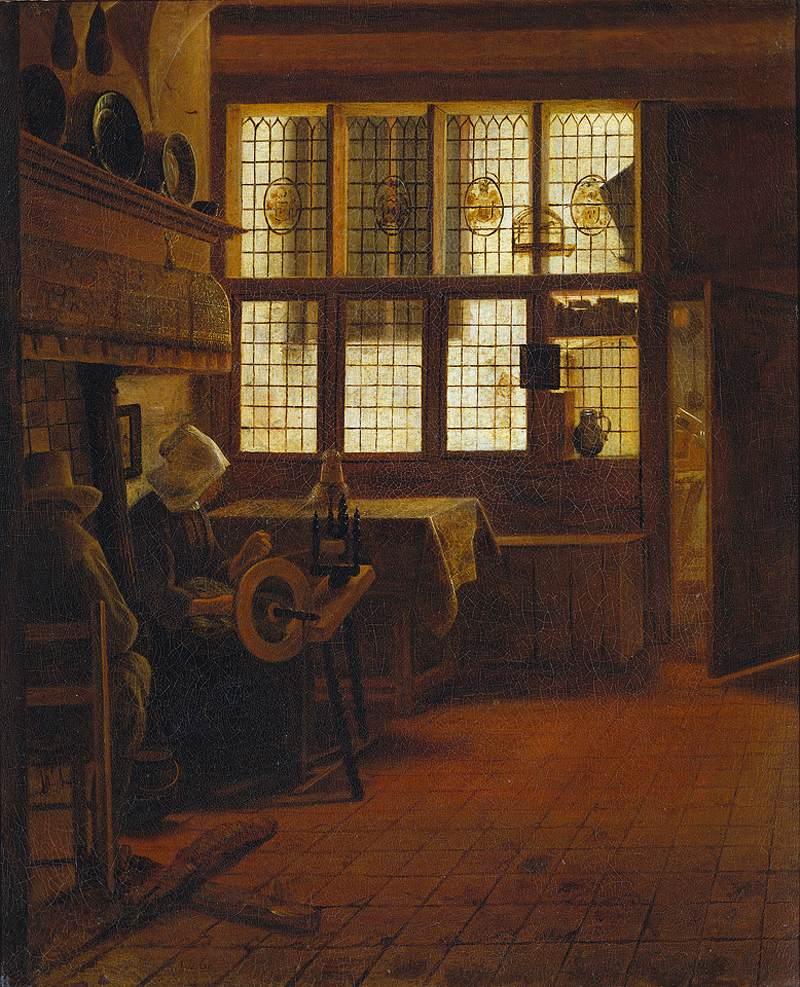
Interieur mit Frau am Spinnrad, Ölgemälde von Esaias Boursse, 1961

Esaias Boursse (* 3. März 1631 in Amsterdam; † 16. November 1672 auf See) war ein holländischer Maler.

## Leben und Wirken
Esaias Boursse wurde 1631 in Amsterdam geboren, seine Eltern waren ursprünglich Wallonen. Finanziell gefördert von seinem Bruder Jan Boursse konnte er eine Ausbildung zum Maler absolvieren und eine Italienreise unternehmen. 1651 wurde er Mitglied der Amsterdamer Malergilde. Von 1661 bis 1663 unternahm er als Adelborst (hier in der Bedeutung „Gefreiter“) eine Schiffsfahrt nach Indien. Währenddessen zeichnete er Bilder von Ceylon und dem Kap der Guten Hoffnung, die er später seinem Bruder schenkte. Auf einer zweiten Schiffsfahrt nach Ost-Indien, die er 1671 antrat, starb er im Folgejahr auf hoher See an Bord des Schiffes Reenen.
Thematisch steht er den Delfter Malern und Jacobus Vrel nahe. Er malte Interieurszenen mit meist weiblichen Figuren bei der Hausarbeit. Sein bei weitem bekanntestes Gemälde ist das Interieur mit einer Frau am Herd aus dem Jahr 1656, das vornehmlich aus Schattierungen von Grau, Blaugrau und Gelbbraun aufgebaut ist. Das Bild ist sehr harmonisch komponiert, fast im Stil eines Stilllebens.

## Werke (Auswahl)
- Interieur mit Frau am Spinnrad, 1661, Öl auf Leinwand, 60 × 49 cm, Rijksmuseum Amsterdam
- Interior with Woman Cooking, 1656, Öl auf Leinwand, 51 × 57,8 cm, Wallace Collection[2]
- Nähende Frau am Kamin, Öl auf Leinwand, 59,5 × 47,2 cm, Rheinisches Landesmuseum Bonn
- Der Junge mit den Seifenblasen, Leinwand, 61 × 48 cm, Gemäldegalerie (Berlin), Kriegsverlust[3]
- Holländisches Interieur mit nähender Frau Öl auf Leinwand, 52 × 60 cm, Gemäldegalerie Berlin
- Die beiden Seifenbläser, Öl auf Leinwand, 88 × 69 cm, Suermondt-Ludwig-Museum